# شايقية
الشايقية قبيلة عربية مشهورة في السودان، يدينون بالإسلام السني ويتحدثون اللغة العربية فقط، يمتهن أغلبهم العمل بالزراعة وبينها بعض القبائل البدوية والرعوية، وهي من فرع من بطون القبائل الجعلية العباسية التي تضم البديرية الدهمشية والرباطاب والمناصير والجموعية والبطاحين وبطون قبائل أخرى في وسط وشمال السودان. وتمتد دار الشايقية على طول ضفتي نهر النيل من جبل الدجر إلى نهاية مسقط الشلال الرابع، والمقاطعة كلها يسكنها الشايقية وقليل من الأعراب، والجدير بالذكر أن مدن ومناطق الشايقية تتميز بأنها تمثل مركز أثري وحضاري لممالك وحضارة كوش التي بدأت ما قبل الميلاد، وتمثل مدينة كرمة ومروي عواصم للحضارة الكوشية ويتمظهر ذلك في وجود عدد كبير من الأهرامات والمعابد في جبل البركل، وفي منطقة الكرو تقع المدافن الملكية لملوك الأسرة الخامسه والعشرون الكوشية التي حكمت مصر والسودان حيث يوجد مدفن الملك بعانخي الشهير وعدد من الملوك الكوشيين، كما يوجد أهرامات أخرى في مدينة نوري يطلق عليها الشايقية (الطرابيل) حيث يوجد مدفن الملك الكوشي الشهير تهراقا.. في غضون القرن السابع عشر أصبحت الشايقية قبيلة قوية ذات نفوذ وسلطان، والحق أنهم صاروا من القوة بحيث استطاعوا أنّ يشقوا عصا الطاعة على سلطنة سنار وأنّ يتحدّوها. والشايقية يتحدثون بلهجة عربية لها نغمتها العربية الأصيلة، ولبعضها أواخر كلماتها وتبرز في مقاطعها إمالة ومد.

## نسب القبيلة
يرجع نسب القبيلة إلى شايق بن حميدان بن صبح أبو مرخة بن مسمار بن سرار بن حسن كردم بن أبو الديس بن قضاعة بن عبد الله حرقان بن مسروق بن أحمد بن إبراهيم جعل بن إدريس بن قيس بن يمن بن عدنان بن قصاص بن كرب بن محمد هاطل بن أحمد ياطل بن محمد ذو الكلاع بن سعد بن الفضل بن العباس بن محمد بن علي بن عبد الله بن العباس بن عبد المطلب بن هاشم.

## مملكة الشايقية

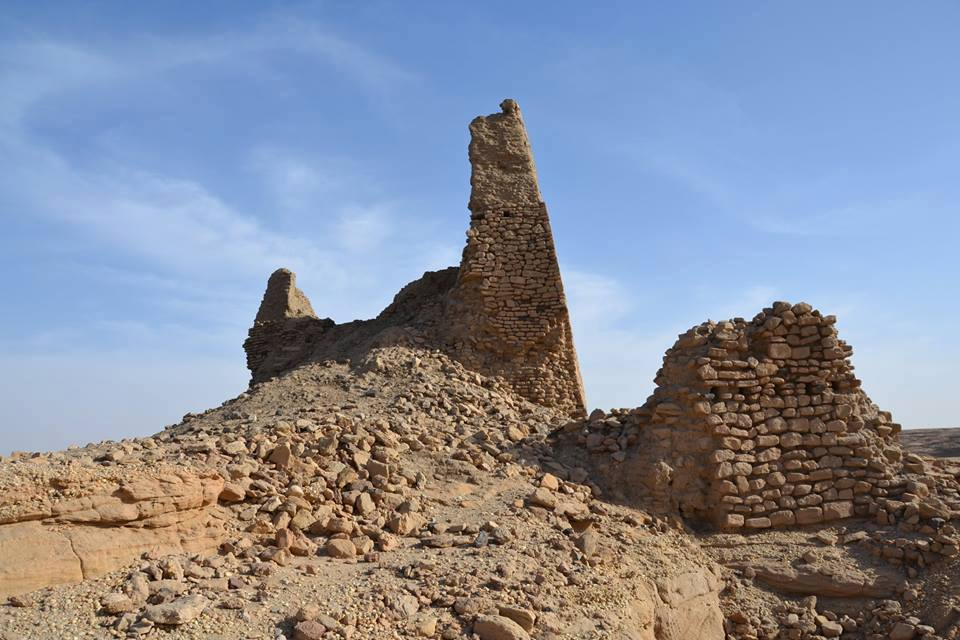
قلعة كجبي والتي استخدمها ملوك الشايقية قديما

وقد استقلت قبيلة الشايقية استقلالا تاما عن سلطنة الفونج و كونو أربع ممالك ومشيخة واحدة :
1. مملكة العدلاناب / وهي أقوى ممالك الشايقية،[4] عاصمة المملكة هي مروي وعلى رأسهم الملك شاويش، واسمه «شاؤوس» وتم تحريفه إلى شاويش.
2. مملكة حنك / عاصمتها هي حزيمة وعلى رأسهم الملك صبير.
3. مملكة كجبي / عاصمتها كجبي.
4. مملكة العامراب / عاصمتها أمري.
5. مشيخة السواراب / وعلى رأسهم الشيخ عبود.

## التاريخ

### خلفية تاريخية

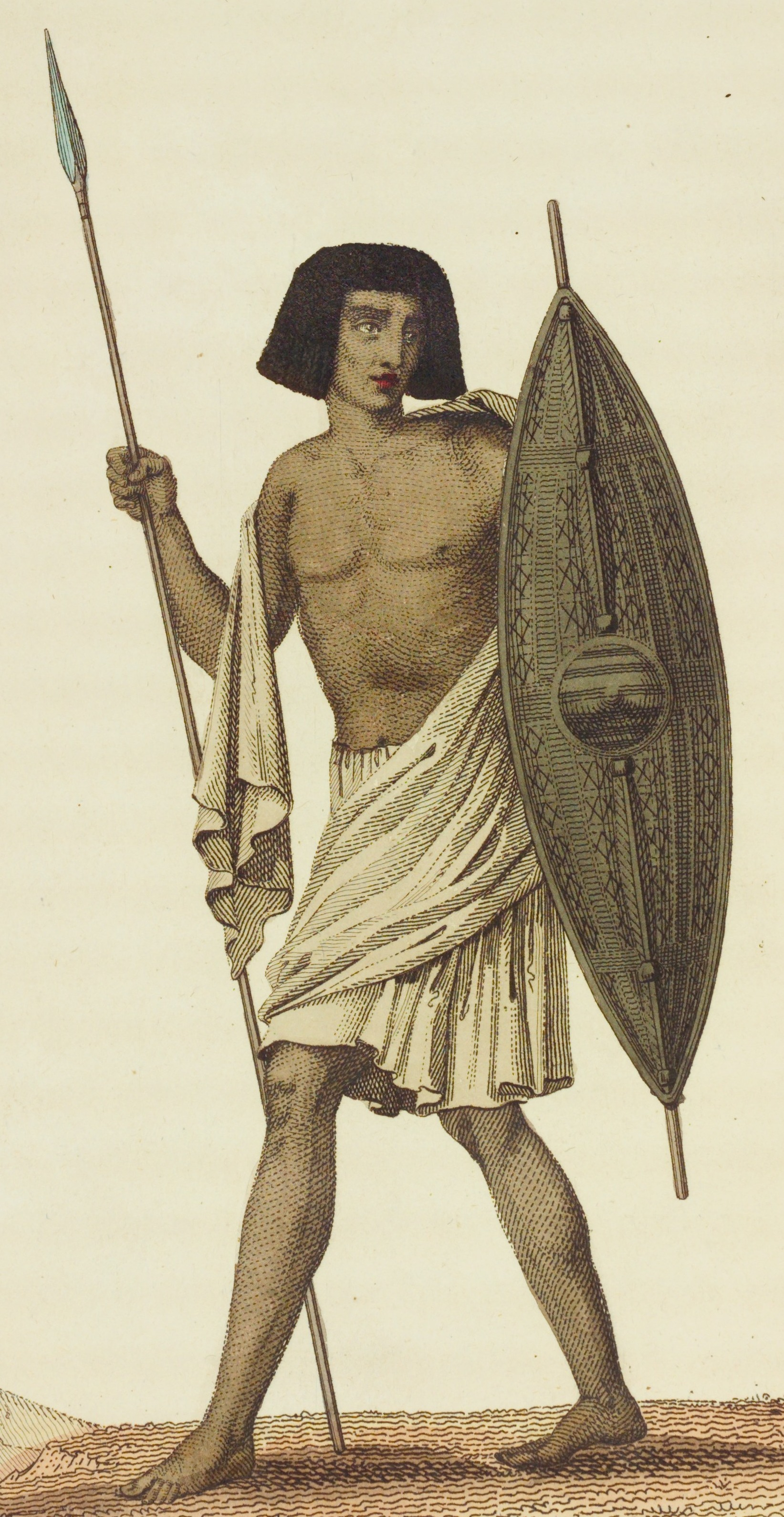
زي الشايقية قديما في القرن التاسع عشر

كان الشايقية في أول أمرهم عند ضعفهم قد دخلوا في الحلف السناري لـسلطنة الفونج. ولكن في القرن السابع عشر ثار زعيمهم الشيخ عثمان ود حمد على الفونج وهزمهم وأستقل بزعامته، وأخذ عهداً من الفونج بأن يحترموا سيادته على إقليمه، ووافق الفونج على ذلك لبعد الشقة بينهم وبين الشايقية، وعدم قدرتهم على إخماد ثورتهم وبسط نفوذ السلطنة عليهم. واشتهر الشايقية بغاراتهم على القبائل والممالك الصغيرة الأخرى، ومنها مملكة الدفار التي غزاها الملك جاويش الكبير وخربها.
وفد عليهم في أوائل القرن التاسع عشر جماعات من المماليك الذين هربوا من وجه محمد علي باشا في مصور وأوقعوا في أول الأمر بالشايقية وذلك بقتل زعيمهم "محمود العدلانابي"غدراً، ولكن الشايقية وقفوا ضدهم وضد سلاحهم الناري. ولما جاء جيش إسماعيل باشا إلى السودان لاحتلاله في عام 1820م وقف الشايقية ضد جيشه الغازي في معركة شهيرة تسمي (كورتي 1820) وقاوموه ولكن ما لبثت البنادق والمدافع والكثرة العددية المدربة أن أوقعت بهم هزيمة لم يتوقعوها بعد كفاح مرير.
يقول عنهم الرحالة السويسري جون لويس بوركهارت الذي زار السودان في بدايات القرن التاسع عشر: 
| شايقية                                                                | يخرج شبانها في حملات للنهب و السلب تبلغ دارفور غربا ووادي حلفا شمالا، و كلهم يحاربون على خيولهم لابسين دروعا يشترونها من تجار سواكن وسنار. وهم لا يستعملون الأسلحة النارية، فسلاحهم الوحيد الرمح والدرقة والسيف. و يقذف المقاتل منهم رمحه بمسافة بعيدة بمهارة فائقة، و يحمل دائما في يسراه أربعة رماح أو خمسة وهو يكر على العدو، و كلهم يمتطون خيولا دنقلية، و يشتهرون بالفروسية كما كان يشتهر بها مماليك مصر، ويدربون جيادهم على القفز العنيف بقوائمها الخلفية وهي تعدو، وتذكرني سروجهم بما رأيت من رسوم لسروج الأحباش، وهم كفرسان الأحباش لا يضعون في ركاب السرج غير إبهام القدم، وعرب الشايقية هم الذين يزودون المحس بما يحتاجونه من سروج. والشايقية مستقلون استقلالا تاما، ولهم ثروة طائلة من الذرة والماشية، وهم كبدو جزيرة العرب لا يدفعون ضريبة لشيوخهم الذين لا تبلغ سلتطهم مبلغ سلطة شيوخ دنقلة. وهم مشهورون بكرم الضيافة، وشخص الضيف أو الرفيق مقدس عندهم. وإذا قطعوا الطريق على مسافر و سلبوه ماله ثم اتضح أن بينهم صديق له، ردوا إليه ماله حتى ولو كان ملكهم هو الذي غنمه. ولا يتكلمون سوى العربية، وكثيرون منهم يكتبونها و يقرءونها. و علماؤهم موضع التبجيل و التعظيم، ولهم مدارس تدرس فيها كل العلوم الإسلامية. باستثناء الرياضة و الفلك، ولقد رأيت كتبا منسوخة في مروي بخط لا يقل جمالا وروعة عما يكتبه خطاطو القاهرة وكبير العلماء يوزع الصبيان الوافدين من البلاد المجاورة التماسا للعلم على معارفه فيقيمون و يأكلون في بيوتهم ما شاءوا. | شايقية |
| — رحلات بوركهارت في بلاد النوبة و السودان- جون لويس بوركهارت، ص60–61. | |        |

### الغزو التركي للسودان

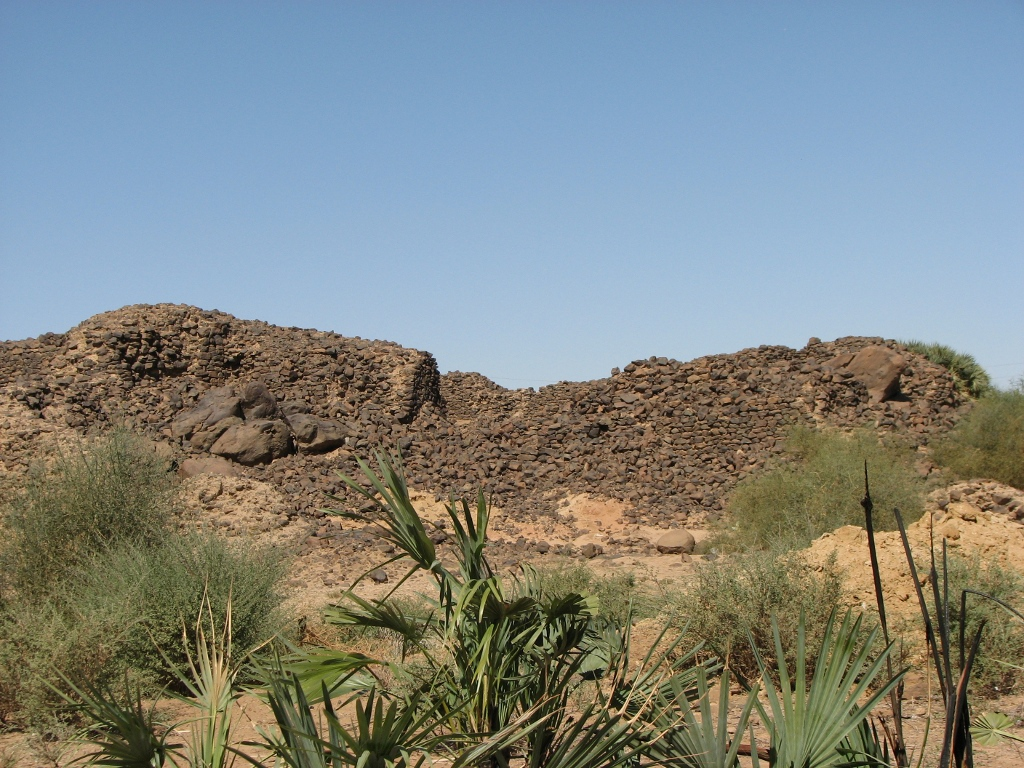
قلعة الضيقة

في أثناء وصول حملة محمد علي باشا للسودان بقيادة ابنه إسماعيل باشا لم تواجه الحملة أي مقاومة حتى وصلت إلى حدود مملكة الشايقية، حيث كانت أول مقاومة للغزو التركي منذ دخوله السودان، فحدثت في 4 نوفمبر معركة كورتي أول معركة بين الجيش الغازي والشايقية والتي هزم فيها الشايقية. وكانت من بين قوات الشايقية فتاة صغيرة تدعى مهيرة بت عبود بنت شيخ السواراب، وكانت على جمل مزين بالحلي الغنية، فكانت تلهب حماس الشايقية في معركة كورتي بأشعارها، وأعطت إشارة الهجوم للشايقية، وقد يكون هذا التقليد مستمد من المآثر للمحاربة عزلة في القرن السابع عشر والتي كانت تشتهر بمهاراتها القتالية. وتم دحر الهجوم الجريء للشايقية بالأسلحة النارية، وكان الشايقية كانوا يستخدمون الرماح والسيوف، ولم يستخدم الجيش التركي مدفعيتهم في هذه المعركة حيث كانت المدافع لا تزال تنقل على النهر بواسطة القوارب. وكان ممن شارك بالمعركة الملك شاويش والملك صبير وعدة زعماء من القبيلة. بعد المعركة وعد إسماعيل باشا جيشه مكافأة 50 قرش لكل من يقطع زوجاً من آذان العدو ويأتي بها إليه، وأدى هذا العمل الوحشي إلى الكثير من التشويه للمدنيين من الشايقية، حيث انتشروا في القرى وبدأوا بتقطيع آذان كل من يجدوه من الشايقية. ولم يستطع إسماعيل باشا السيطرة على قواته بعد ذلك، إلا أنه قد تمكن من إنقاذ 600 امرأة بلا أذنين من المزيد من الاعتداءات، حيث نقلهن إلى مكان آمن في جزيرة على النيل. بعد هذه الهزيمة انسحب الشايقية عابرين النيل إلى جبل الضيقة وتحصنوا في القلعة الواقعة عليه - والتي لا تزال آثارها باقية - ولحقهم إسماعيل باشا، وبما أن الشايقية قد فقدوا العديد من فرسانهم في معركة كورتي فقد جندوا مشاة من الفلاحين، ومرة أخرى بدأوا الهجوم عليهم، ولكن تمكن إسماعيل باشا في هذه المرة من أن يحضر مدافعه، والتي قضت على قوات الشايقية. ومرة أخرى بدأت المذابح بعد النصر التركي. وبعد الهزيمة سار الملك جاويش بجيشه حتى وصل شندي والحلفايا، محاولا عقد حلف مع المك نمر (ملك الجعليين) والعبدلاب، ولكن باءت جهوده بالفشل. بعد هذا الانتصار عبر إسماعيل باشا في 21 فبراير 1821م بالجزء الأكبر من قواته صحراء بيوضة، ووصل إلى البقير جنوب الدامر، وبعد عدة مفاوضات، قدم عدد قليل من المماليك وسمح لهم بالعودة إلى مصر، أما البقية الذين رفضوا القدوم هربوا وتعمقوا أكثر في البلاد ولا يعرف المزيد عنهم. أما بقية الزعماء المحليين الذين كانو صامدين ضد الغزو عقد معهم إسماعيل باشا شروطاً، وأما باقي الشايقية فقد جعلهم إسماعيل باشا ضمن قواته الخاصة ومن ضمنهم الملك شاويش ملك العدلاناب، وأما الجعليين فجعلهم إسماعيل باشا تحت المك نمر ملك شندي.

## التوزيع الجغرافي

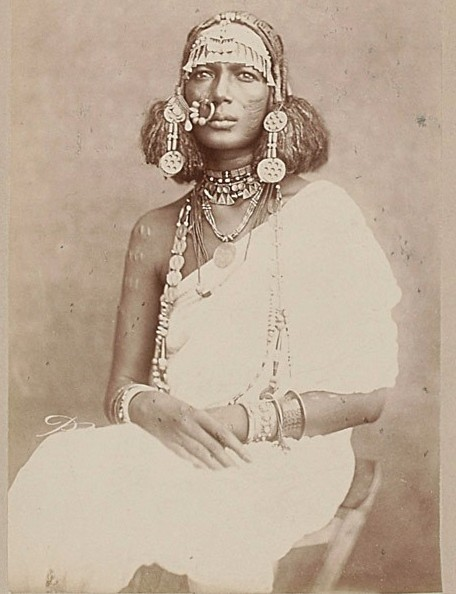
امرأة من قبيلة شايقية/ ريتشارد بوختا2006

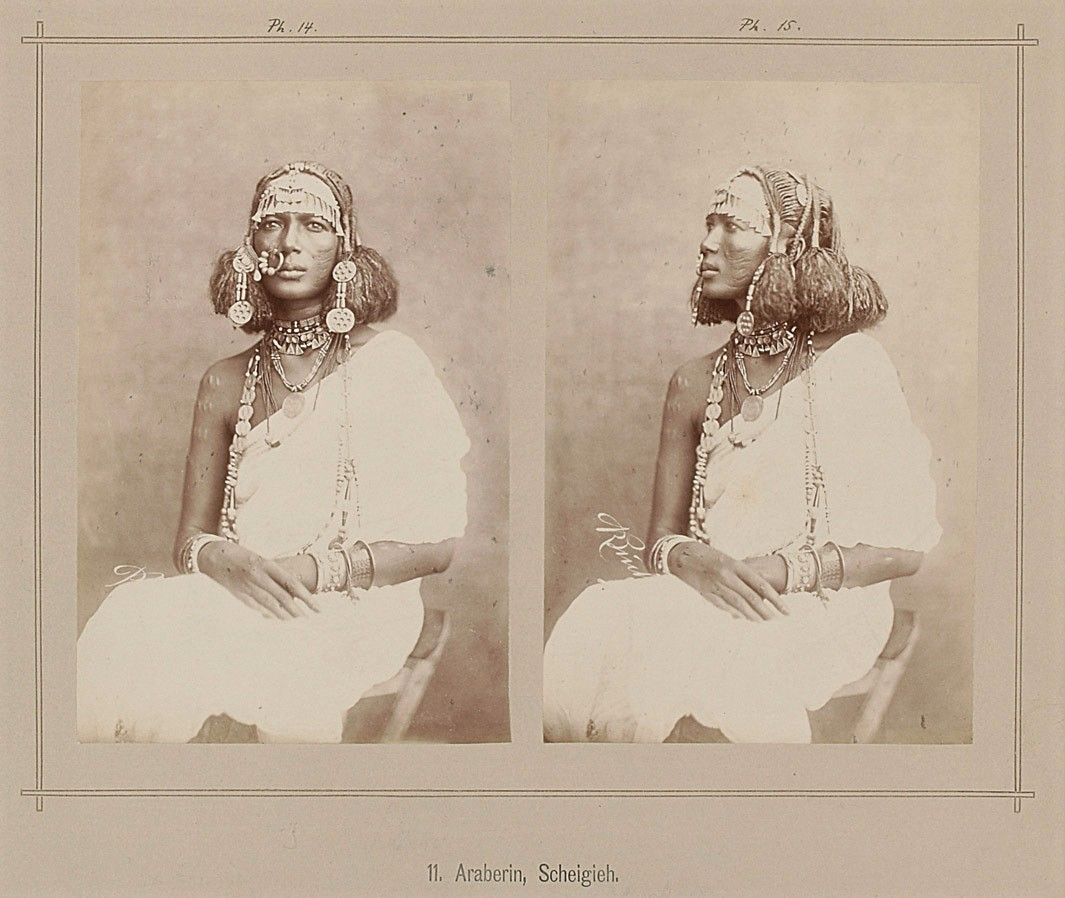

ينتشر أبناء هذه القبيلة في الولاية الشمالية بشكل خاص ومن أهم مدنهم :-
نوري ومروي وكريمة والقرير وتنقاسي والزومة والدبة وأرقي وأم بكول ومساوي وأوسلي وكورتي ودويم ودحاج
والحامداب والبسابير وكريعات والبخيت ومقاشي والدهسيرة.

### ثقافة الشايقية
اشتهرت قبيلة الشايقية بفن الطمبور وإيقاع الدليب ولها عدد من الفنانين المشهورين ومنهم النعام آدم وصديق أحمد ومحمد كرم الله ومحمد النصري .